# Cause perse (singolo)
Cause perse è un singolo del cantante italiano Sethu, pubblicato il 9 febbraio 2023 come secondo estratto dal secondo EP omonimo.
Il brano è stato presentato durante la seconda serata del Festival di Sanremo 2023. Si posiziona al ventottesimo ed ultimo posto al termine della manifestazione.

## Video musicale
Il video, diretto da Claudia Campoli, è stato reso disponibile in concomitanza del lancio del singolo attraverso il canale YouTube del cantante.

## Tracce
Testi e musiche di Marco De Lauri e Giorgio De Lauri.
1. Cause perse – 2:21

## Classifiche
| Classifica (2023) | Posizione massima |
| ----------------- | ----------------- |
| Italia            | 33                |